# Godelleta
Godelleta ist eine Gemeinde (municipio) mit 4.182 Einwohnern (Stand: 2024) in der spanischen Provinz Valencia. Sie befindet sich in der Comarca Hoya de Buñol. 

## Geografie
Godelleta liegt etwa 30 Kilometer westsüdwestlich von Valencia in einer Höhe von ca. 265 m.

## Demografie
| 1900 | 1930 | 1950 | 1970 | 1981 | 1991 | 2001 | 2011 | 2021 |
| ---- | ---- | ---- | ---- | ---- | ---- | ---- | ---- | ---- |
| 1956 | 1598 | 1678 | 1708 | 1816 | 1943 | 2247 | 3353 | 3714 |

## Sehenswürdigkeiten
- arabischer Turm von Godelleta
- Peterskirche (Iglesia de San Pedro Apóstol)
- Karmelitenkloster

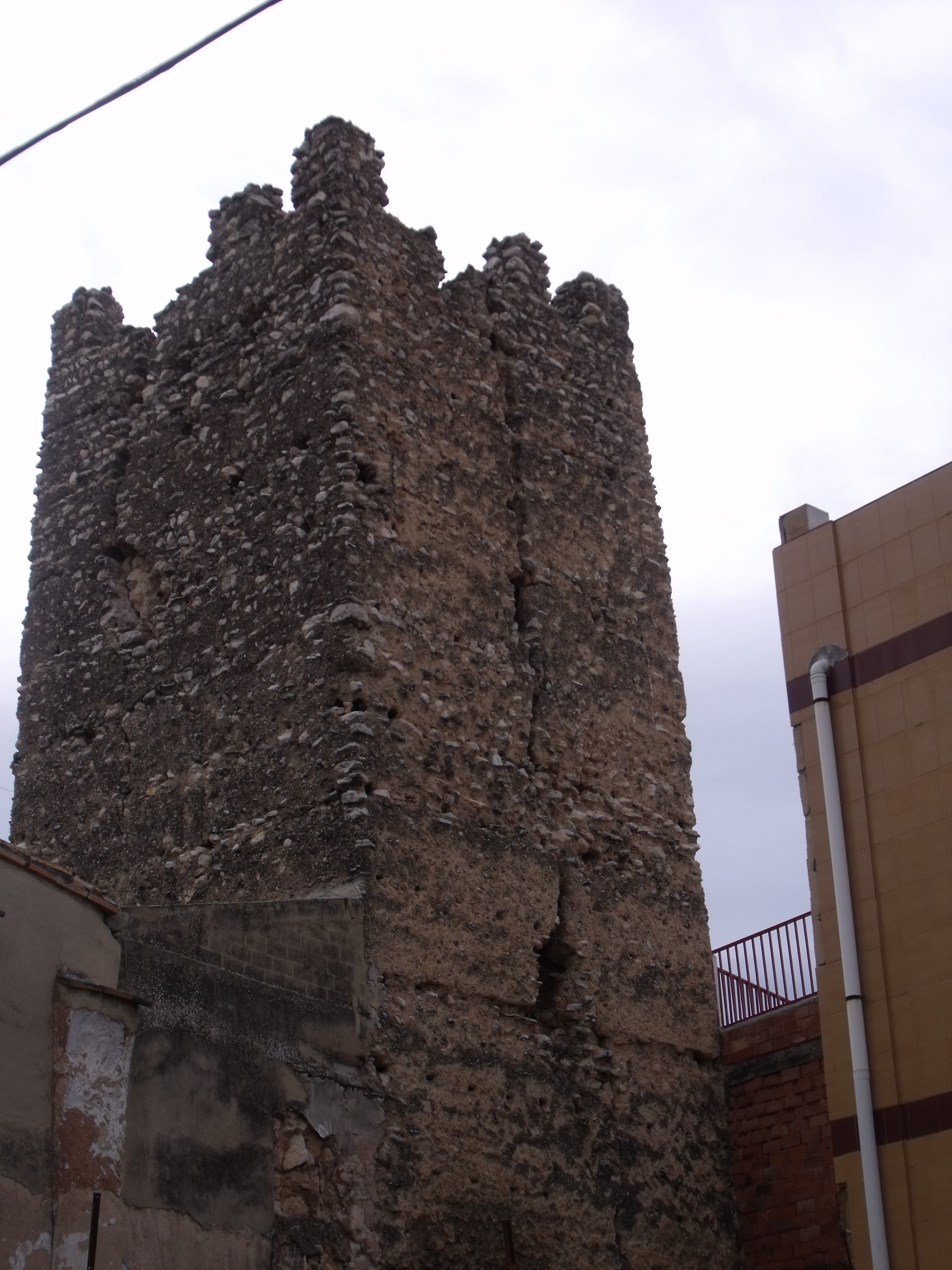
Arabischer Turm
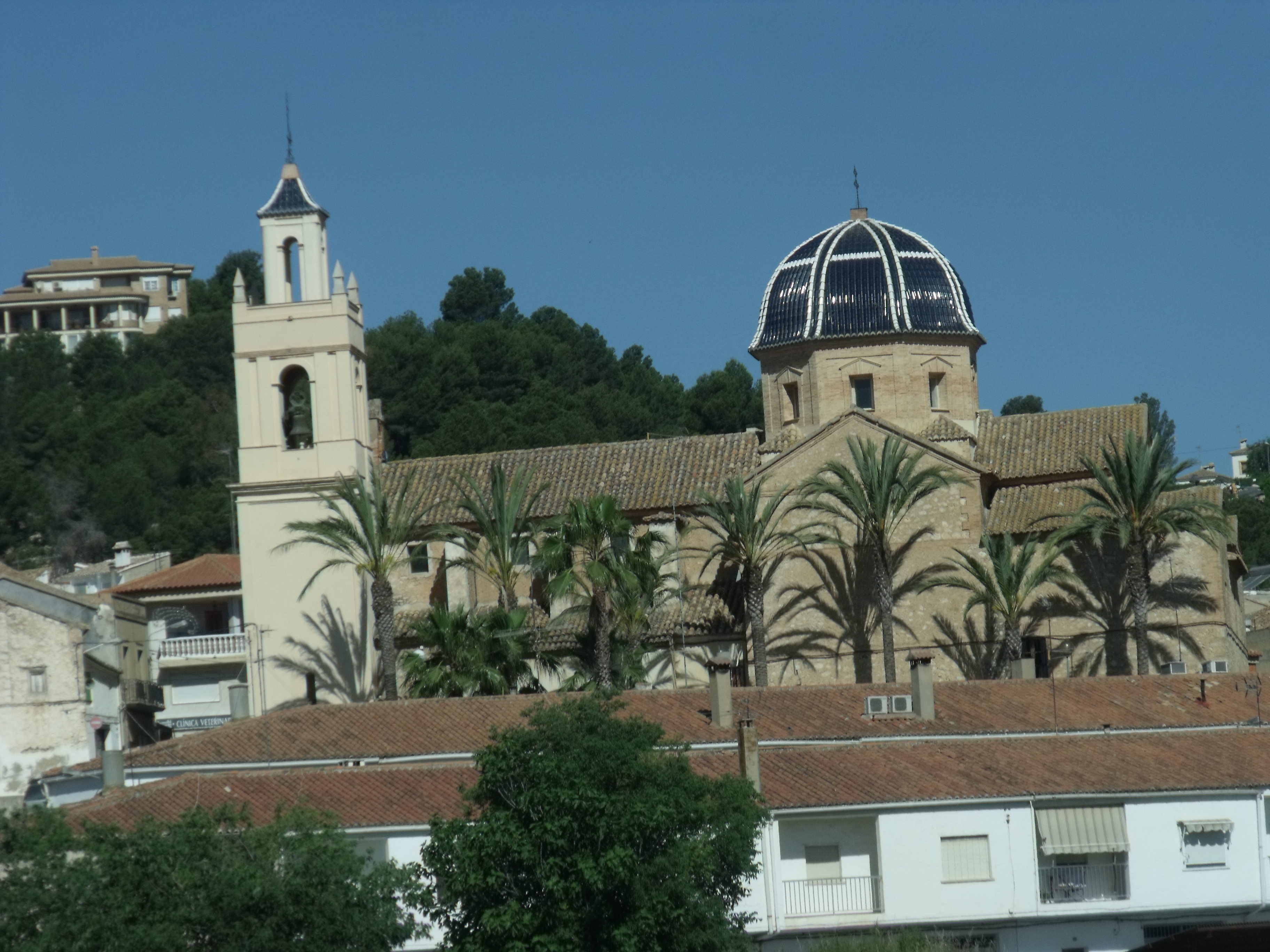
Peterskirche
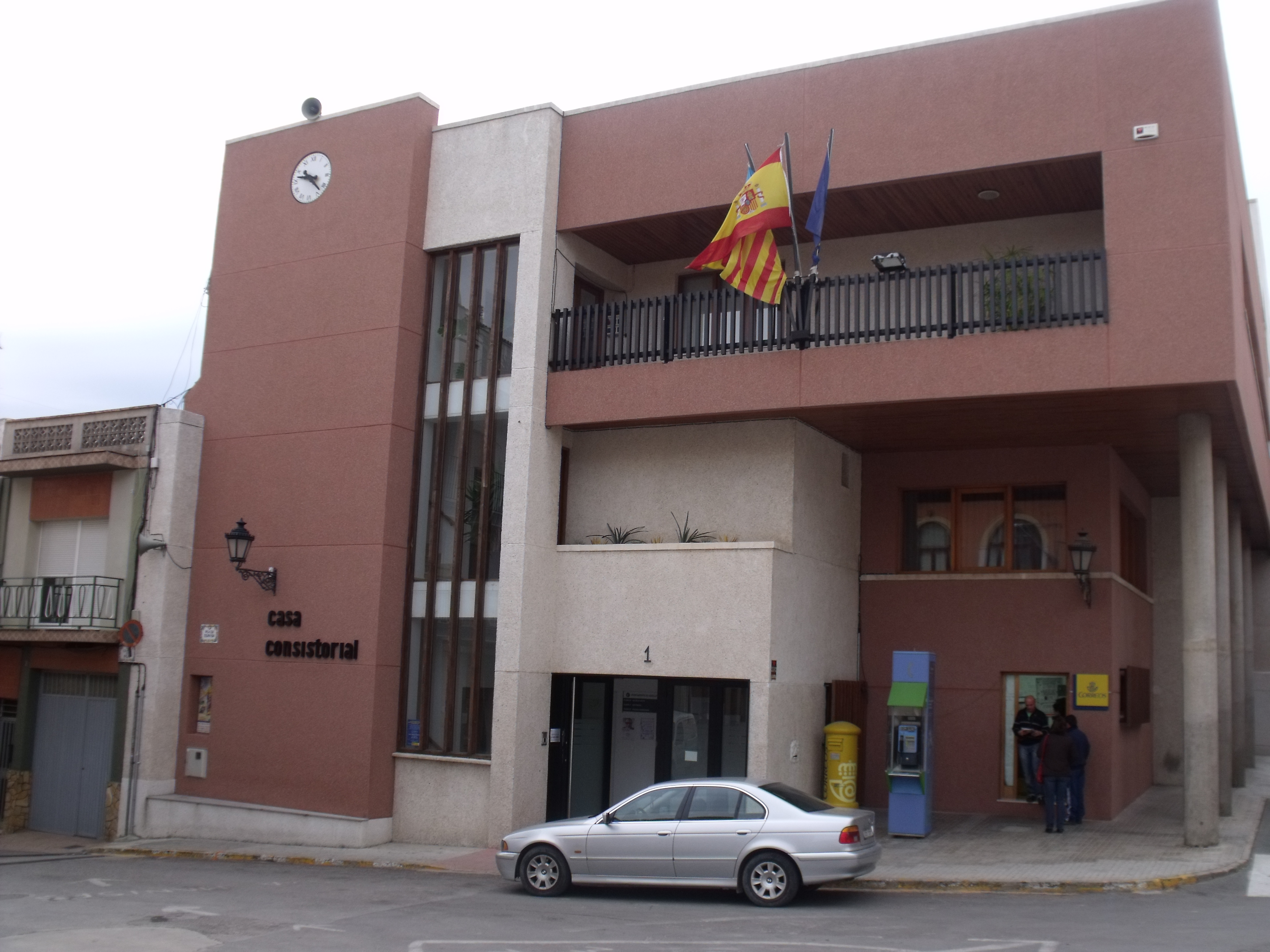
Rathaus

## Persönlichkeiten
- Fermín Zanón Cervera (1875–1944), Zoologe